# Burg Bilstein (Eschwege)
Die Burg Bilstein ist eine abgegangene Gipfelburg bei Eschwege in Nordhessen (Deutschland).
Die Anlage, von der noch geringe Mauerreste sowie Spuren von Keller und Brunnen erhalten sind, war der Sitz eines einflussreichen thüringischen Grafengeschlechts, das sich ab etwa 1140/1145 Grafen von Bilstein nannte und 1306 im Mannesstamm erlosch.

## Geographische Lage

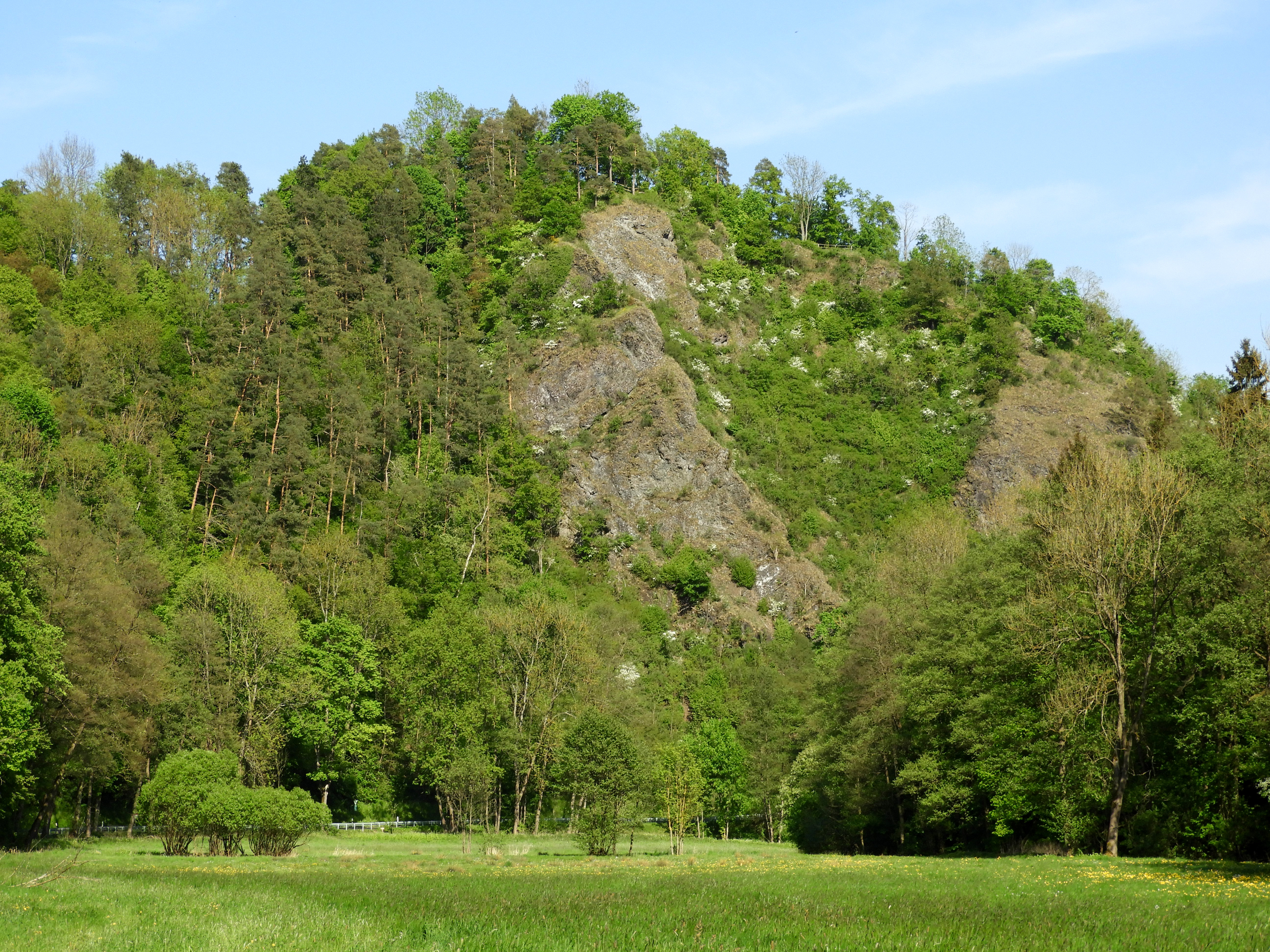
Blick zum Gipfel des Bilsteins

Die Ruine der Burg befindet sich auf dem 284 m ü. NN hohen Bilstein, der seit 1960 ein Naturschutzgebiet mit Hainbuchen- und Eichenwald sowie am Südhang Eichen-Elsbeerenwald ist. Sie liegt westlich des Dorfs Albungen, einem nordwestlichen Stadtteil von Eschwege. Der Bilstein erhebt sich etwa 100 m über dem Tal des Bachs Berka, unweit von dessen Mündung in die Werra. Seine Felsen fallen zur Berka hin fast senkrecht ab. Das Berkatal ist an dieser Stelle sehr eng und steilwandig und heißt daher Höllental.

## Geschichte

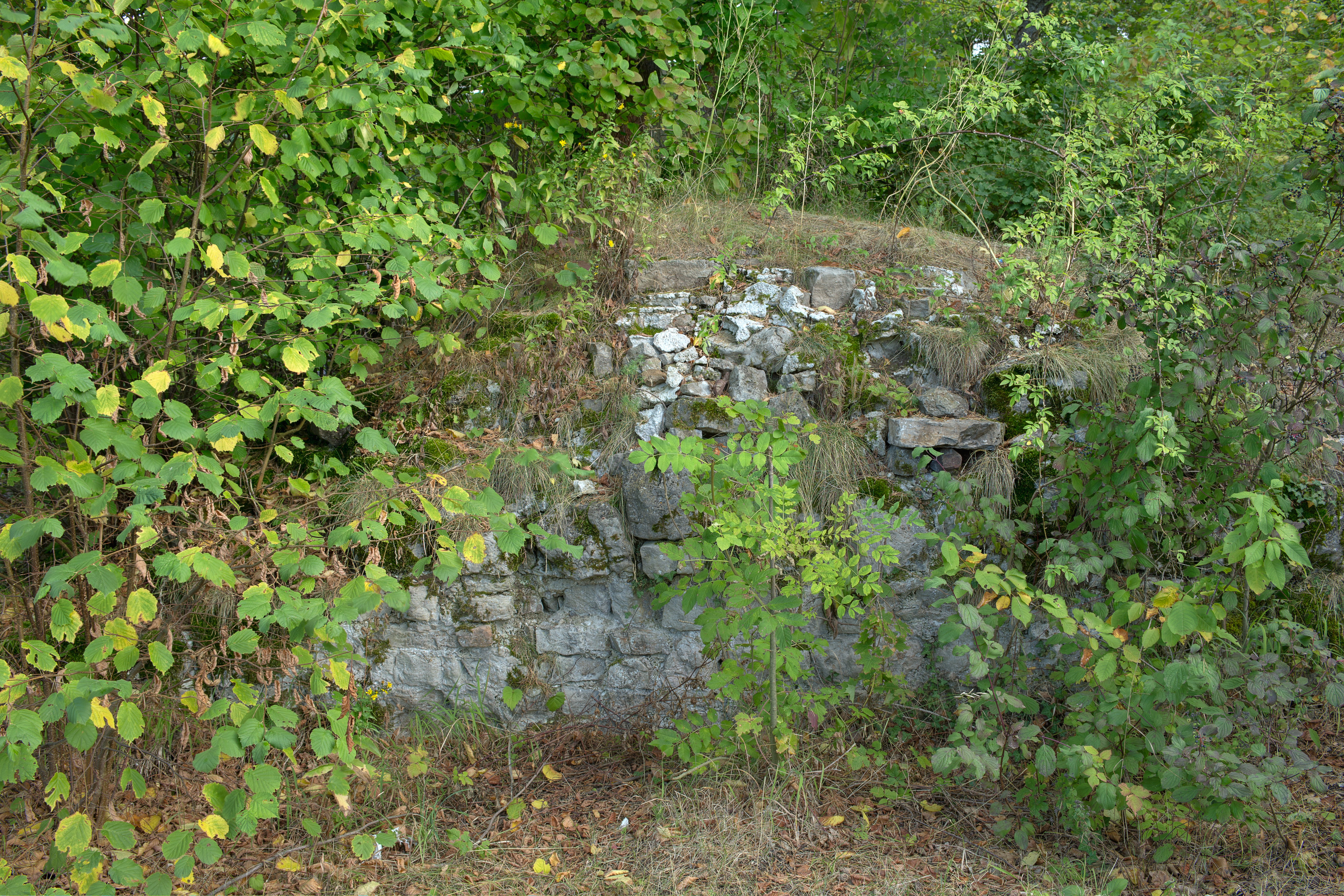
Mauerreste der Burg Bilstein

Die Burg Bilstein wurde von den Grafen von Bilstein erbaut, wahrscheinlich auf den Resten einer schon früher bestehenden aber dann zerstörten Anlage. Die Ahnen des Geschlechts sind zumindest seit Wigger I. in der zweiten Hälfte des 10. Jahrhunderts urkundlich bekannt. Dieser war 974 Graf der zu Thüringen gehörenden Germanmark. Nach erneuter Zerstörung um 1100 wurde die Burg von Graf Rugger II. (Rüdiger II.) 1120 mit einer Grundfläche von 40 × 25 m neu aufgebaut, und von etwa 1140/'45 an nannten sich Rugger und seine Nachfahren dann „von Bilstein“. Dieser Name wurde später in der Geschichtsschreibung auch für die Vorfahren bis hin zu Wigger I. verwandt. Graf Rugger II. gründete 1144/45 das Kloster Germerode, das von ihm und seinen Nachkommen reich beschenkt wurde.
Um 1283 wurde die Burg als im Besitz von Heinrich von Treffurt genannt, der sich auch Heinrich von Bilstein nannte. Landgraf Albrecht von Thüringen, der den Bilsteinern Wegelagerei und Landfriedensbruch vorwarf, belagerte und eroberte die Burg im Jahre 1291; dabei wurde sie vermutlich erheblich beschädigt. Zehn Jahre später, 1301, verkaufte der letzte Graf von Bilstein, Otto II., die Burg – wie auch seinen gesamten Lehns- und Allodialbesitz – an Landgraf Heinrich I. von Hessen. Otto starb verarmt im Jahre 1306.
Die Burg wurde danach von hessischen Burgmannen verwaltet oder auch zeitweise an verschiedene Adelsgeschlechter verpfändet; so z. B. von 1350 bis 1372 an die Herren von Treffurt. Bereits im 13. Jahrhundert war ein Dietrich Burgmann auf dem Bilstein („Theodericum dicti de Bilsteyn castrensis“ mit drei Federbüschen im Siegel), 1317 ist ein Conrad von Bilstein (Siegel mit drei Pfählen oben und drei Rosen unten) erwähnt. Bis ins 16. Jahrhundert sind u. a. die Herren von Hundelshausen und die von Eschwege als Amtsmänner auf der Burg bekundet.
Im 16. Jahrhundert verfiel die Burg. Sie wurde zwar von 1559 bis 1562 noch einmal ausgebessert, dann jedoch im Jahre 1594 abgebrochen.

## Aussichtsmöglichkeit

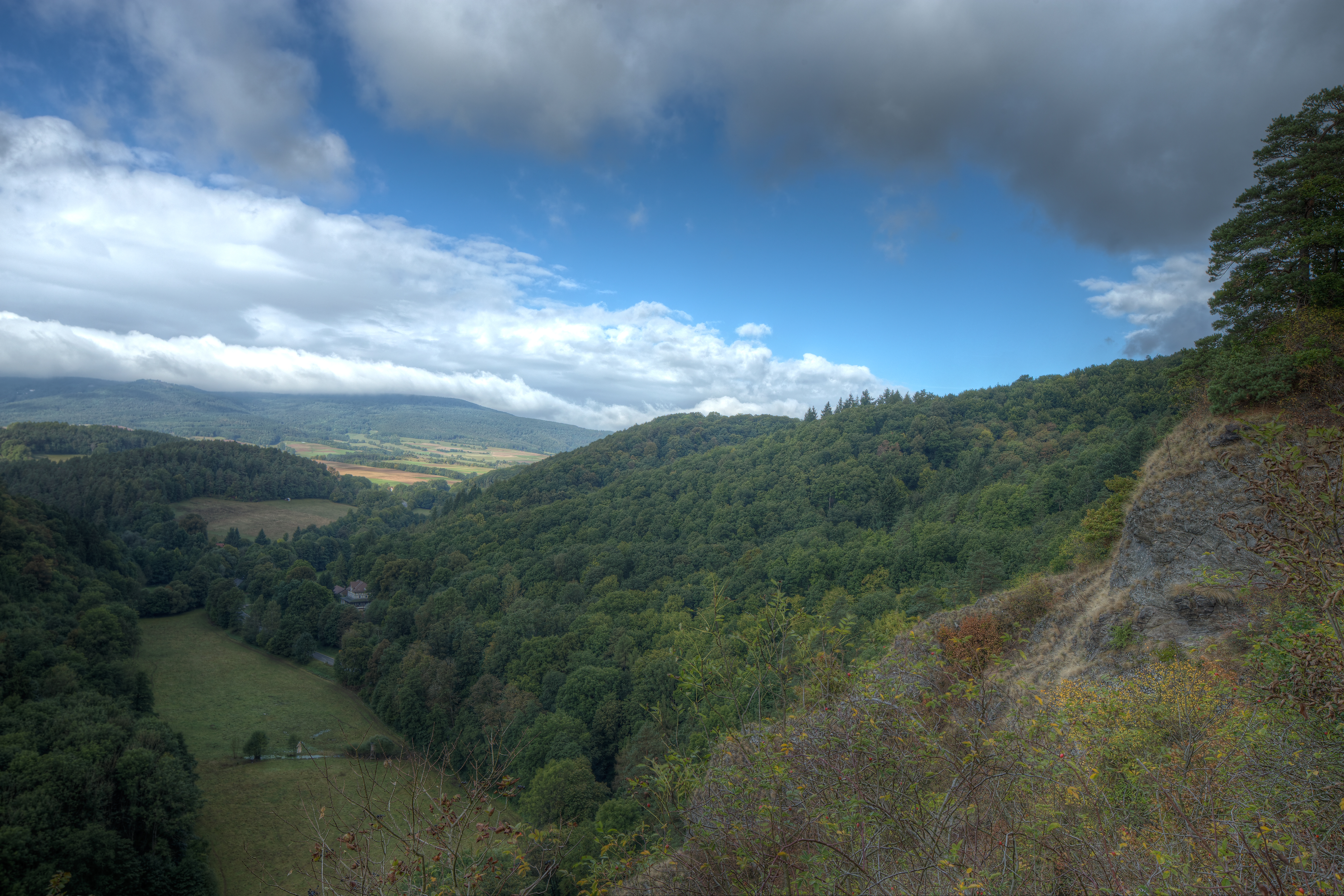
Blick nach Westen ins Höllental

Von einer Aussichtsplattform auf dem ehemaligen Burggelände sieht man nach Westen das Berkatal entlang bis zum Meißner und nach Osten über das Werratal zur Burg Fürstenstein.